# Nuno Cerqueira
Nuno Manuel Conde Cerqueira ComM  (Porto, Paranhos, 22 de outubro de 1976) é um remador português e o atleta com mais títulos de campeão nacional na modalidade (48).
Enquanto atleta, competiu pelo Clube Naval Infante Dom Henrique , pelo Sporting Clube Caminhense e representou a seleção nacional em vários momentos.
Atualmente, Nuno Cerqueira trabalha como personal trainer no Inspire Studio, é preparador físico do plantel sénior da União Desportiva Oliveirense, do piloto de rali José Pedro Fontes e de diversos atletas de trail e ultra trail.

## Biografia
Nascido no Porto, em Paranhos, a 22 de outubro de 1976, Nuno Manuel Conde Cerqueira iniciou o seu percurso como remador de alto rendimento em 1992.
Em 2002, licenciou-se em Desporto e Educação Física na Faculdade de Desporto da Universidade do Porto, tendo realizado também formação complementar na área do Treino Funcional, Rendimento Desportivo, Populações Especiais, entre outros.
Durante 24 épocas, competiu em diversas provas e torneios nacionais e internacionais, estando atualmente ligado a vários clubes e modalidades desportivas enquanto preparador físico e personal trainer.

## Carreira de atleta
Nuno Cerqueira  foi atleta internacional e de alto rendimento, na modalidade de remo, entre 1992 e 2015, e tem 73 internacionalizações. Nos 24 anos enquanto remador, representou o Clube Naval Infante dom Henrique (23 épocas) e o Sporting Clube Caminhense (1 época). Os 2000 metros e os 5000 metros eram as distâncias onde obteve melhores resultados.
Participou em 15 Taças do Mundo, sendo medalha de ouro na Taça do Mundo de 1997, no escalão Sub-23. Medalha de bronze na Taça da Juventude de 1994, na Bélgica, competiu ainda em quatro Campeonatos do Mundo Sub-23 (1995, 1996, 1997 e 1998) e em cinco Campeonatos do Mundo de Seniores A (1995, 1996, 1997, 1998, 1999).
A nível nacional, é o atleta com mais títulos de campeão nacional: 48 títulos. Participou em nove Campeonatos de Portugal de Remo Indoor, sendo finalista em oito deles, foi Campeão Nacional de Remo Indoor (2001) na categoria de Seniores Absolutos Consagrados/Elite, e é o único remador português a baixar a barreira dos 16 minutos (15m58s) na distância de 5000 metros de remo indoor.

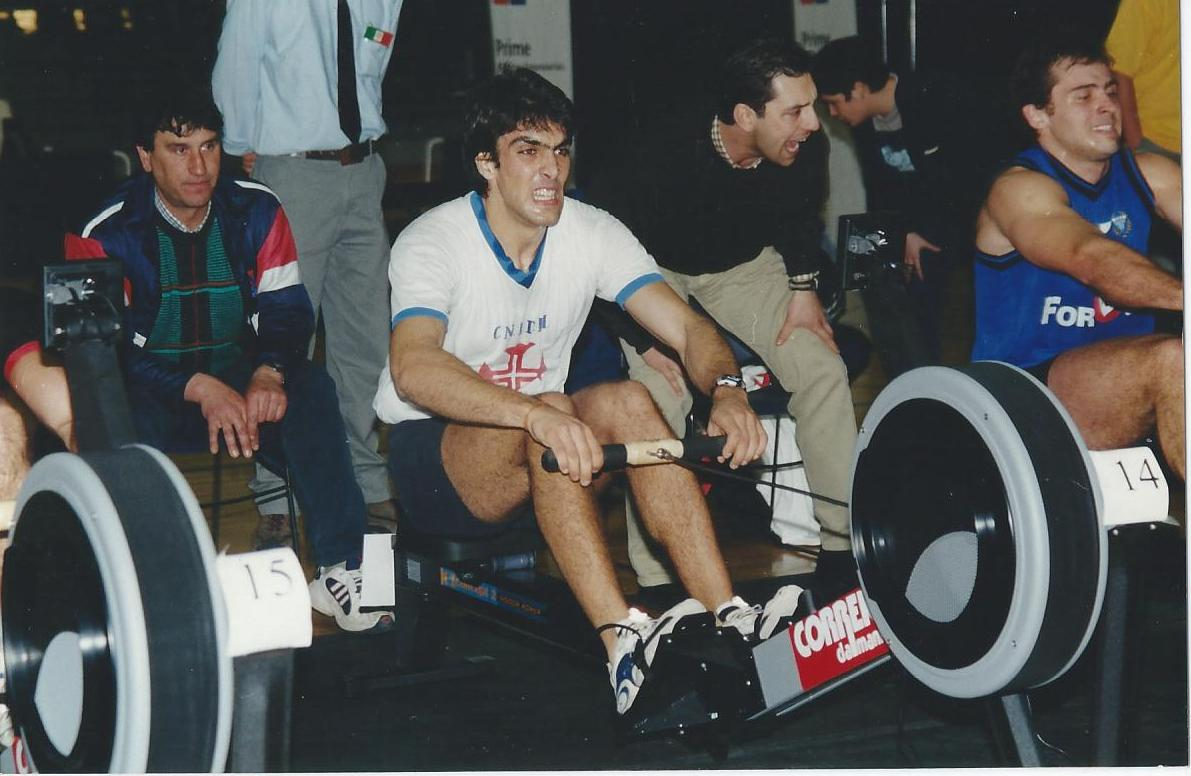
Nuno Cerqueira a competir no Campeonato Nacional Indoor de Remo

## Percurso profissional
Com as bases adquiridas enquanto atleta e na sua licenciatura e formação, Nuno Cerqueira tem um percurso profissional que abrange várias áreas e modalidades.
É personal trainer do Inspire Studio, desde 2014, entre 2004 e 2015, foi Master Trainer e Formador da cadeia Health Clubs Holmes Place e, atualmente, ocupa também o cargo de preparador físico da equipa sénior de hóquei em patins da União Desportiva Oliveirense, do piloto de rali José Pedro Fontes e de vários atletas trail e ultra trail. No seu percurso profissional, trabalhou com atletas olímpicos de canoagem como Teresa Portela, Joana Vasconcelos e João Ribeiro, com jogadores de hóquei em patins como Carlos López, Jordi Bargalló, Xavier Puigbi, Jordi Burgaya, Ricardo Barreiros, Pedro Moreira, João Souto e Caio e também com o piloto Joaquim Alves.
Em 2003/2004 foi treinador de juvenis do Clube Naval Infante Dom Henrique, onde conseguiu dois títulos de campeão nacional, e na época 2016/2017 treinou a secção de canoagem olímpica do Sport Lisboa e Benfica.
Nuno Cerqueira foi também palestrante num Congresso da Câmara do Comércio da Associação de Empresários do Porto e é palestrante habitual do curso de Gestão Geral de Empresas da Porto Business School. Desde 2005, é certificado como Fitball trainer .
A 16 de julho de 2019, foi agraciado com o grau de Comendador da Ordem do Mérito.

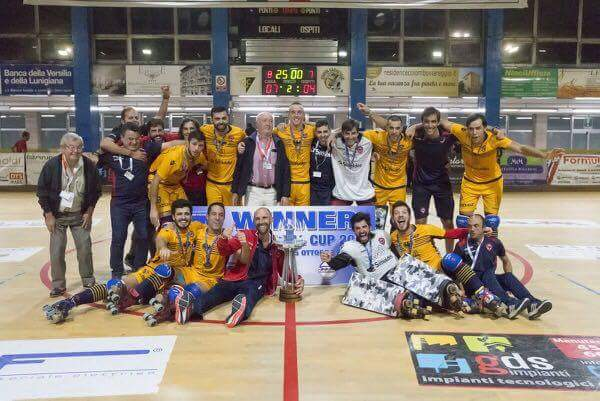
Equipa sénior de Hóquei em Patins da União Desportiva Oliveirense

## Principais marcos como atleta
- 3º Classificado na Taça da Juventude de 1994 (Hazewinkel, Bélgica)
- 4º Clasificado no Campeonato do Mundo Sub-23 1995 (Groningen, Holanda)
- 4º Clasificado no Campeonato do Mundo Sub-23 1996 (Hazewinkel, Bélgica)
- Participação no Campeonato do Mundo Sub-23 1997 (Milão, Itália)
- Participação no Campeonato do Mundo Sub-23 1998 (Joannina, Grécia)
- Participação no Campeonato do Mundo 1995 (Tampere, Finlândia)
- 12º Classificado no Campeonato do Mundo 1996 (Glasgow, Escócia)
- Participação no Campeonato do Mundo 1997 (Aiguebellet, França)
- 1º Classificado na Taça do Mundo de 1997, na categoria Sub-23 (Munique, Alemanha)
- 8º Classificado na Taça do Mundo de 1997 (Munique, Alemanha)
- Participação no Campeonato do Mundo 1998 (Colónia, Alemanha)
- Participação no Campeonato do Mundo 1999 (St. Catherine, Canadá)
- 1º lugar no Campeonato Nacional de Remo Indoor 2000/2001 (Vila do Conde, Portugal)

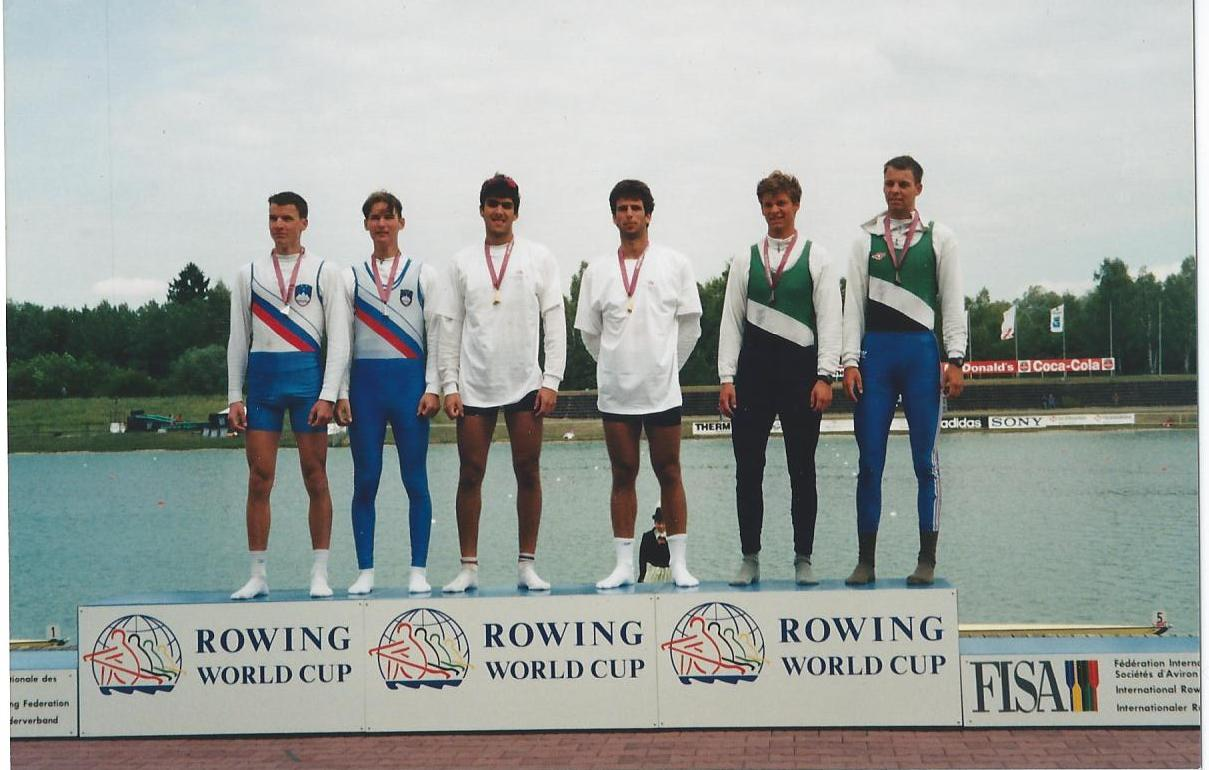
Nuno Cerqueira em 1º lugar da Taça do Mundo de 1997, em Munique